# NGC 3748
NGC 3748 је лентикуларна галаксија у сазвежђу Лав која се налази на NGC листи објеката дубоког неба.
Деклинација објекта је + 22° 1' 35" а ректасцензија 11h 37m 49,1s. Привидна величина (магнитуда) објекта NGC 3748 износи 14,8 а фотографска магнитуда 15,8. NGC 3748 је још познат и под ознакама MCG 4-28-7, CGCG 127-7, VV 282, ARP 320, HCG 57E, Copeland septet, PGC 36007.